# Gösta Serlachius

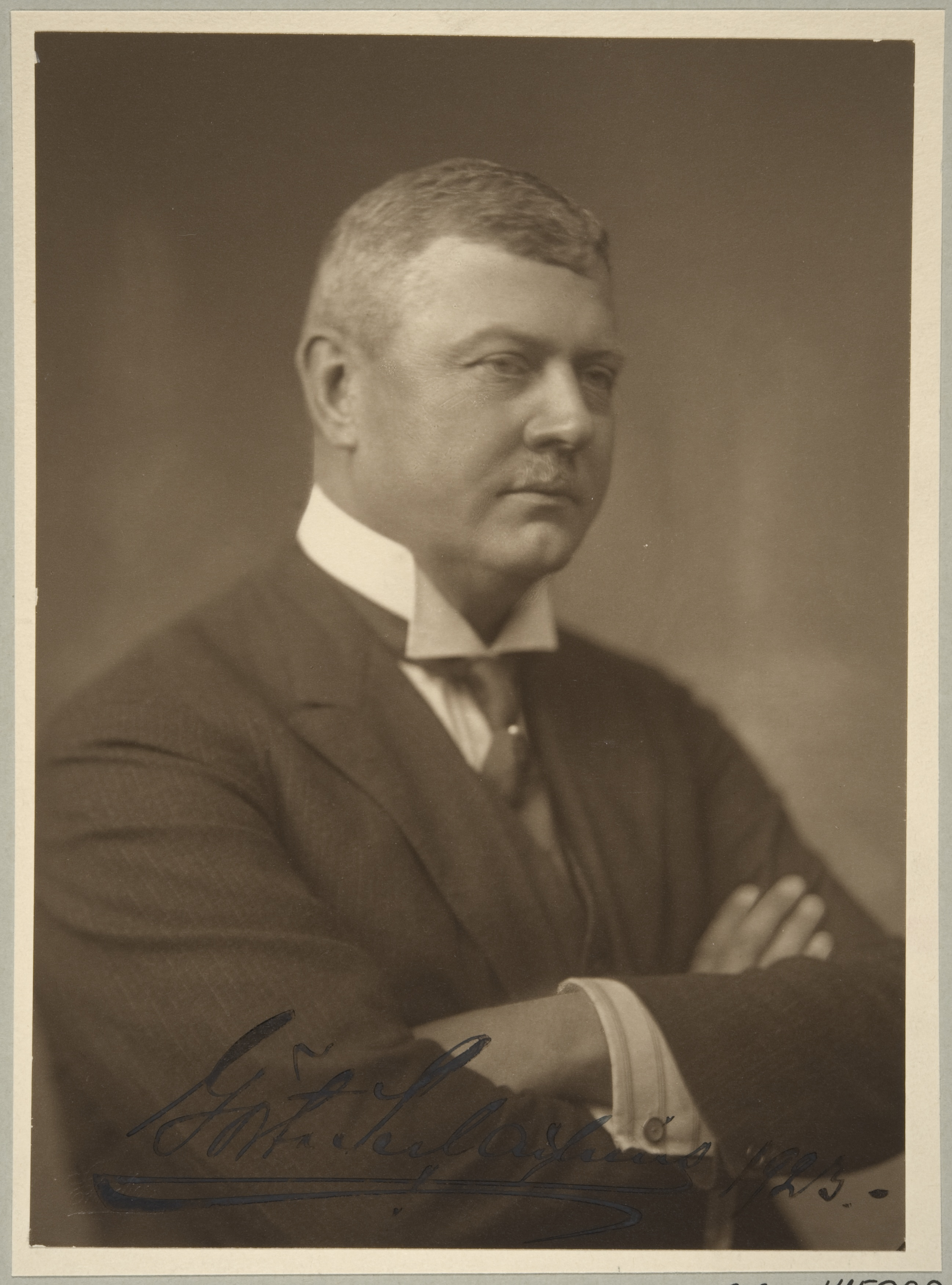
Gösta Serlachius år 1925.

Gösta Michael Serlachius, född 26 april 1876 i Jakobstad, död 18 oktober 1942 i Helsingfors, var en finländsk industriman och bergsråd. Han var son till bryggeriägaren Gabriel Serlachius (1835–1896) och brorson till Gustaf Adolf Serlachius.
Gösta Serlachius blev efter studier av pappersindustrin i Österrike och USA direktör för Kangas pappersbruk och övertog 1908 ledningen av trävaru- och pappersfirman G.A. Serlachius Oy. Detta företag, som ursprungligen enbart drev tillverkning i Mänttä, utvecklades under hans ledning till en storkoncern med cellulosafabrik, aktieinnehav i Tammerfors takfilts- och pappersbruks aktiebolag och Kangas pappersbruk. Mellan 1908 och 1913 tjänstgjorde han som direktör för Kymmene aktiebolag. På hans initiativ tillkom skogsindustrins viktigaste centralorganisationer, Finska cellulosaföreningen, Finska pappersbruksföreningen och Finska träförädlingsindustriernas centralförbund, och han var även en av de drivande krafterna bakom strejkbrytarorganisationen Exportfred. Han var även känd som donationsgivare, som till konsthallen i Helsingfors och till Karelska kulturfonden. Han grundade Gösta Serlachius konststiftelse, som driver två konstmuseer i Mänttä.
Under finska inbördeskriget var Gösta Serlachius generalintendent och var till sin partiåskådning svensksinnad. 